# Профинтерн (Курганская область)
Профинтерн — деревня в Макушинском муниципальном округе Курганской области. Входит в состав Куреинского сельсовета.

## История
Возникла в 1929 году как сельскохозяйственная коммуна «Профинтерн»

## Население
| 1989 | 2002 | 2010 |
| ---- | ---- | ---- |
| 224  | ↘134 | ↘38  |

Национальный состав
Согласно результатам Всероссийской переписи населения 2002 года, в национальной структуре населения русские составляли 80 %.